# إيزي دوروت
إيزي دوروت (بالعبرية: איזי דורות‏) رئيس جهاز الأمن العام (الشاباك) في الفترة ما بين 1952-1953.
قبل فترة خدمته في جهاز الأمن العام
وُلد إيزي دوروت عام 1916 في بولندا وكان اسمه آنذاك إيزيدور روت.
انتقل إلى إسرائيل
عام 1936 والتحق بشرطة القرى اليهودية ثم تطوّع خلال الحرب العالمية الثانية لأداء الخدمة العسكرية في الجيش البريطاني.
ولدى تسريحه تم تجنيده في صفوف جهاز المعلومات التابع لقوات الهاغاناه ثم انتقل بعد احتلال فلسطين إلى جهاز الأمن العام.
خدمته في جهاز الأمن العام:
1952 - عُين رئيساً لجهاز الأمن العام.
في فترة ما بعد اعتزاله الخدمة في جهاز الأمن العام:
1953-1963 - أشغل منصب نائب رئيس جهاز الموساد للاستخبارات.
وقد توفي إيزي دوروت عام 1980 عن عمر يناهز 64 عاماً.